# Subnotebook

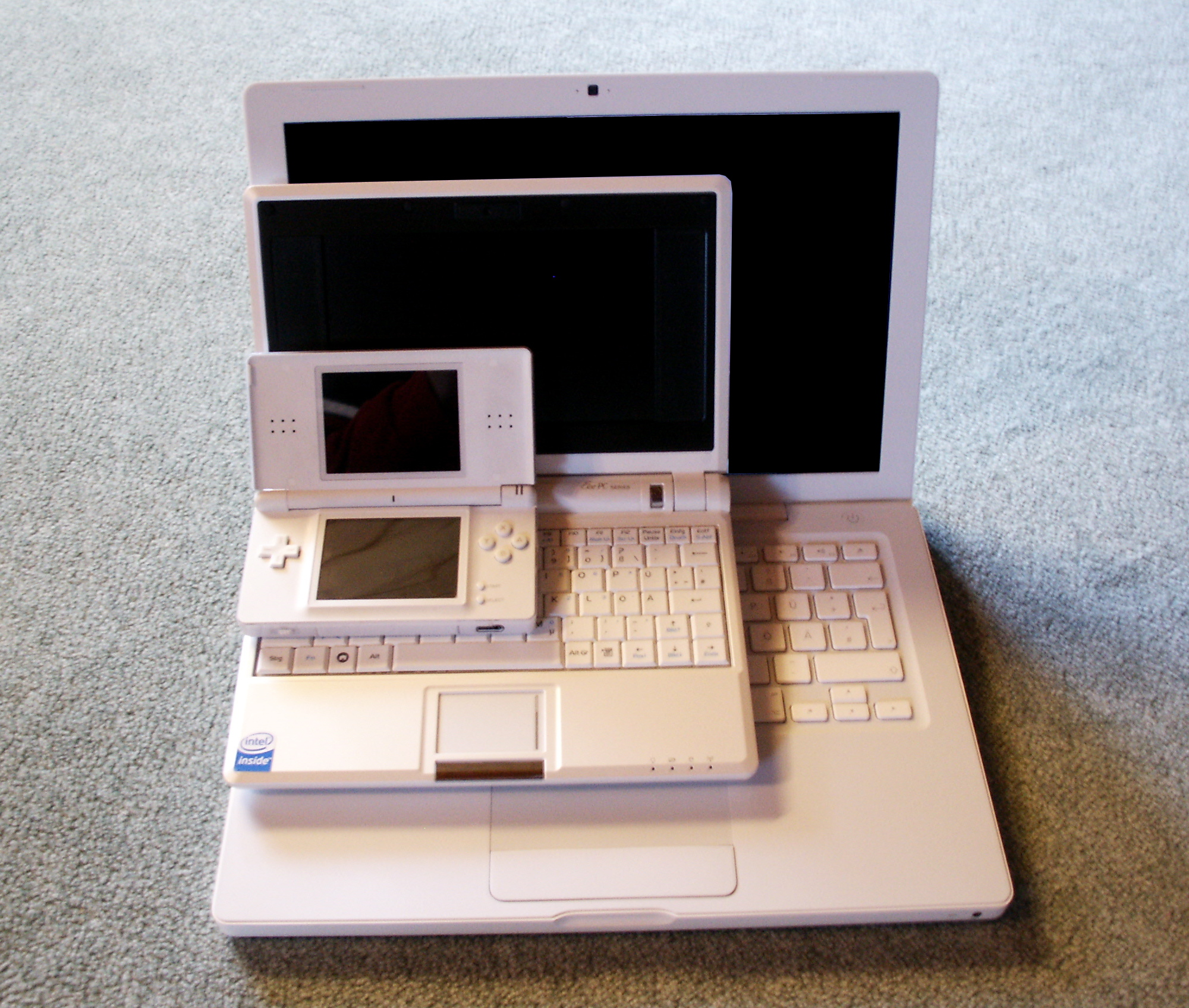
Handheld (Nintendo DS Lite), Subnotebook (Asus Eee PC) und Notebook (MacBook) im Größenvergleich, Modelljahre um 2007

Subnotebook ist eine bis in die Mitte der 2010er Jahre gängige Bezeichnung für ein besonders kleines und leichtes Notebook. Da Notebooks heute üblicherweise kein optisches Laufwerk mehr enthalten und auch die übrigen Elektronik-Komponenten kompakter, preisgünstiger und gleichzeitig leistungsfähiger ausgeführt werden können, bilden „Subnotebooks“ heute keine eigenständige Produktklasse gegenüber kompakten und leichten Notebooks mehr, und der Begriff wird in aktuellen Produktbeschreibungen kaum noch verwendet.

## Generelle Eigenschaften
Gängige Bildschirmdiagonalen reichten bei diesen ultraportablen Notebooks von 10,6″ (27 cm) über 12,1″ (31 cm) bis hin zu maximal 13,37″ (34 cm). Displaygrößen kleiner als 10,6″ wurden seinerzeit meist den Kleinstcomputern, z. B. Ultra-Mobile PCs (UMPCs) zugeordnet, größere ab 14,1″ (36 cm) den damals am häufigsten auftretenden Notebooks in den Bereichen Büroanwendung, Multimedia und PC-Spiele. Das Gewicht von seinerzeit marktfähigen Geräten lag bei knapp unter einem bis hin zu maximal zwei Kilogramm. Die Ausstattung reichte häufig an ein seinerzeit vollwertiges Notebook heran, allerdings wurde in der Regel auf optische Laufwerke verzichtet und die Tastatur verkleinert. Teilweise waren weniger Anschlüsse vorhanden.
Es gab Ausnahmen, die mit einer vollwertigen Tastatur oder auch mit einem optischen Laufwerk ausgestattet waren, diese waren dann jedoch etwas schwerer und/oder größer.
Die Grenze zu den ebenfalls tastaturbetriebenen, jedoch noch kleineren Ultra-Mobile PCs ist fließend; In der Vergangenheit diente als Abgrenzungskriterium – neben der Displaygröße und damit dem Formfaktor – häufig auch das Vorhandensein eines vollwertigen Betriebssystems, wie es auch bei Desktop-Computern zum Einsatz kam. Physikalisch sowohl in der Größe, Gewicht wie auch der Rechenkraft grenzten sie abwärts an Tablet PCs sowie Smartphones. Diese waren seinerzeit jedoch typischerweise nicht wie die Subnotebooks in AMD64-Architektur konstruiert, sondern in ARM-Architektur.
Häufig wurden Subnotebooks aufgrund des kleineren Absatzmarktes im Vergleich zu Standard-Notebooks mit Bildschirmdiagonalen von z. B. 14″ (35,5 cm) oder größer zunächst nur in einer geringen Stückzahl hergestellt.
Nachteile dieser handlichen Geräte sind der kleine Bildschirm (vor allem geringere Bildschirmauflösungen), verkleinerte Tasten mit geringem Hub und teilweise – aufgrund der Größe und um Gewicht zu sparen – kleine Akkus, die die Laufzeit ohne Netzanschluss gegenüber vollwertigen Notebooks verringern. Es gab jedoch auch Modelle, wo durch Kombination besonders sparsamer Prozessoren und teilweise bewusst weniger leistungsfähigen Komponenten eine sehr hohe Akkulaufzeit erzielt wurde, die teilweise über 10 Stunden lag. Der Kaufpreis war in vielen Fällen entweder aufgrund der kompakten Bauweise oder der hohen Laufzeit deutlich höher als bei einem seinerzeit vergleichbaren Standard-Notebook.

## Geschichte

### Bis 1990
Der Compaq LTE, erschienen 1989, war der erste relativ bekannte Computer, der Notebook Computer genannt wurde, aufgrund seiner relativ geringen Größe von 27,9 × 21,68 × 4,88 cm, was in etwa der Größe einer A4-Seite entspricht. Nach Compaq startete IBM die ThinkPad-Reihe, deren Modelle einen 10,4″-Bildschirm nutzten und 29,7 × 21 × 5,6 cm groß waren. Kleinere portable Computer als diese beiden wurden relativ schnell Subnotebook genannt. Das NEC UltraLite erschien 1988 und wurde aufgrund seiner Größe von 29,8 × 21 × 3,5 cm beispielsweise schon so benannt. Kleinere Computer auf DOS-Basis wie z. B. der Poqet PC und das Atari Portfolio, beide 1989 erschienen, wurden hingegen Pocket PC oder Handheld genannt. 

### 1991 bis 1995

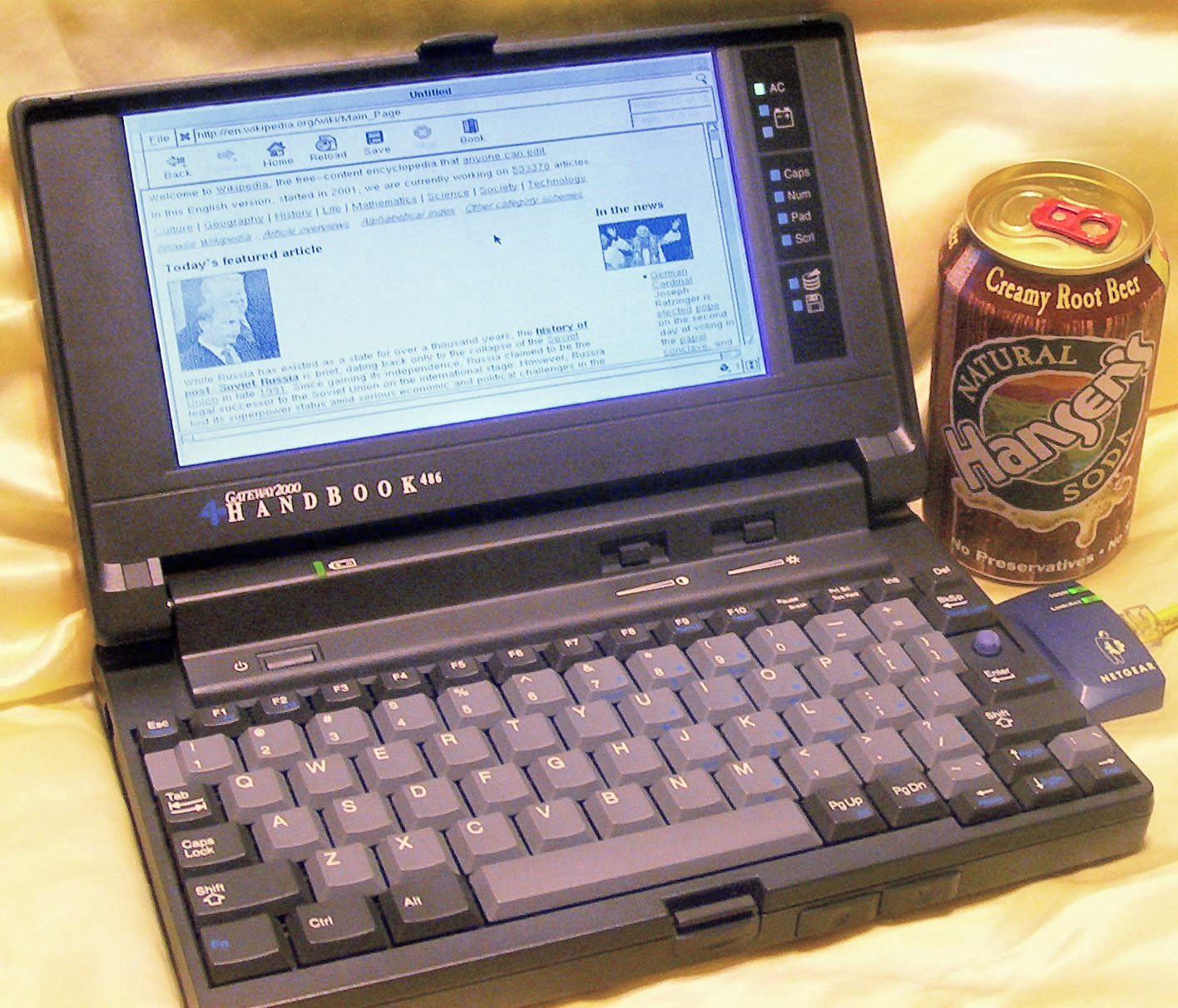
Gateway Handbook

Ein 1992 herausgebrachtes Subnotebook, das Gateway Handbook (24,6 × 15,0 × 4,1 cm, 1,4 kg), nutzte gegen Ende 1993 einen 486er Prozessor. Bei einem anderen Subnotebook aus dem Jahr 1993, dem HP OmniBook 300, konnte die standardmäßig eingebaute Festplatte gegen Aufpreis durch eine optionale Solid State Disk ersetzt werden. Das Unternehmen Toshiba, das seit 1980 portable Computer baut, startete seine ultra-portable Portégé-Reihe im Jahr 1993 mit dem Portege T3400, welches einen monochromen 8,4″-Bildschirm besaß. Das Libretto 20 war hingegen noch kleiner (etwa so groß wie eine VHS-Videokassette) und hatte einen 6,1″-Bildschirm mit einer Festplattenkapazität von 270 MB. Für Aufsehen sorgte 1992 auch der Olivetti Quaderno, ein vollwertiger PC mit MS-DOS im Format heutiger Netbooks.

### 1996 bis 2000

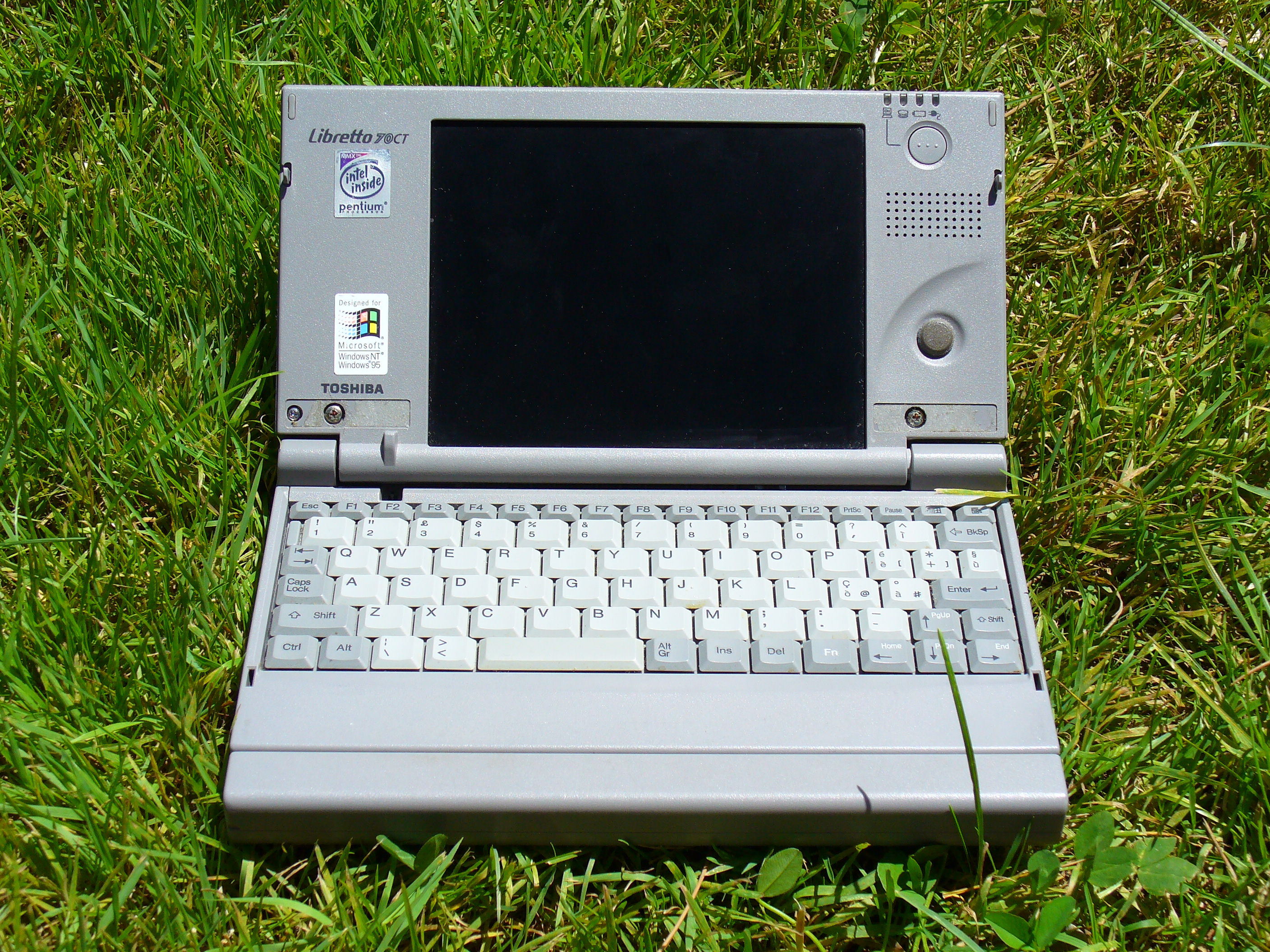
Toshiba Libretto 70CT

Apple brachte 1997 das PowerBook 2400C mit 10,4″-Bildschirm heraus. Dieses Notebook wurde von IBM co-designed, um das alte Powerbook Duo zu ersetzen. Danach führte Apple sein Subnotebook-Seqment durch das iBook G3 mit 12″-Monitor fort.
IBM startete mit dem ThinkPad 240 (1,3 kg), der speziell für Geschäftsreisende gedacht war, in den Subnotebook-Markt. Dieses Subnotebook wurde durch die X-Reihe der ThinkPads ersetzt, die einen 12,1″-Bildschirm besaßen.
1996, 1997 und 1998 erschien dann die Libretto-Subnotebook-Serie von Toshiba (210 × 165 × 33,4 mm). Diese Serie wurde erst ab 2005 wieder fortgesetzt.

### 2001 bis 2008

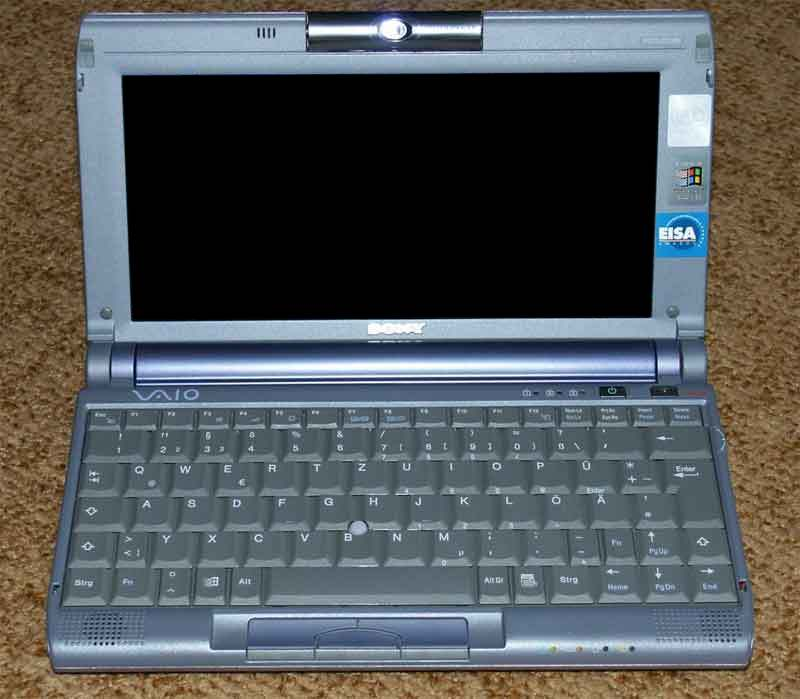
Sony Vaio C1

Eines der für den seinerzeitigen Markt bemerkenswertesten Subnotebooks war Sonys auf einem Transmeta-Prozessor basierendes Vaio PCG-C1 VE, auch PictureBook genannt, mit einer Größe von 24,9 × 15,4 × 2,5 cm. Das Besondere an diesem Modell war damals, dass eine Kamera im Displaydeckel angebracht war, was bei vielen aktuellen Laptops wieder zu finden ist.
2001 stellte Dell das Latitude L400 vor. Die Besonderheit an diesem Notebook war der veränderliche Takt der Intel-CPU.
2005 wurde das FlyBook als Tablet PC vorgestellt, der einen lediglich 8,9″ großen Bildschirm besaß. Dieses Subnotebook war in vielen verschiedenen Farben erhältlich und wurde selbst in nicht-PC-Zeitschriften vorgestellt wie z. B. FHM, GQ usw.

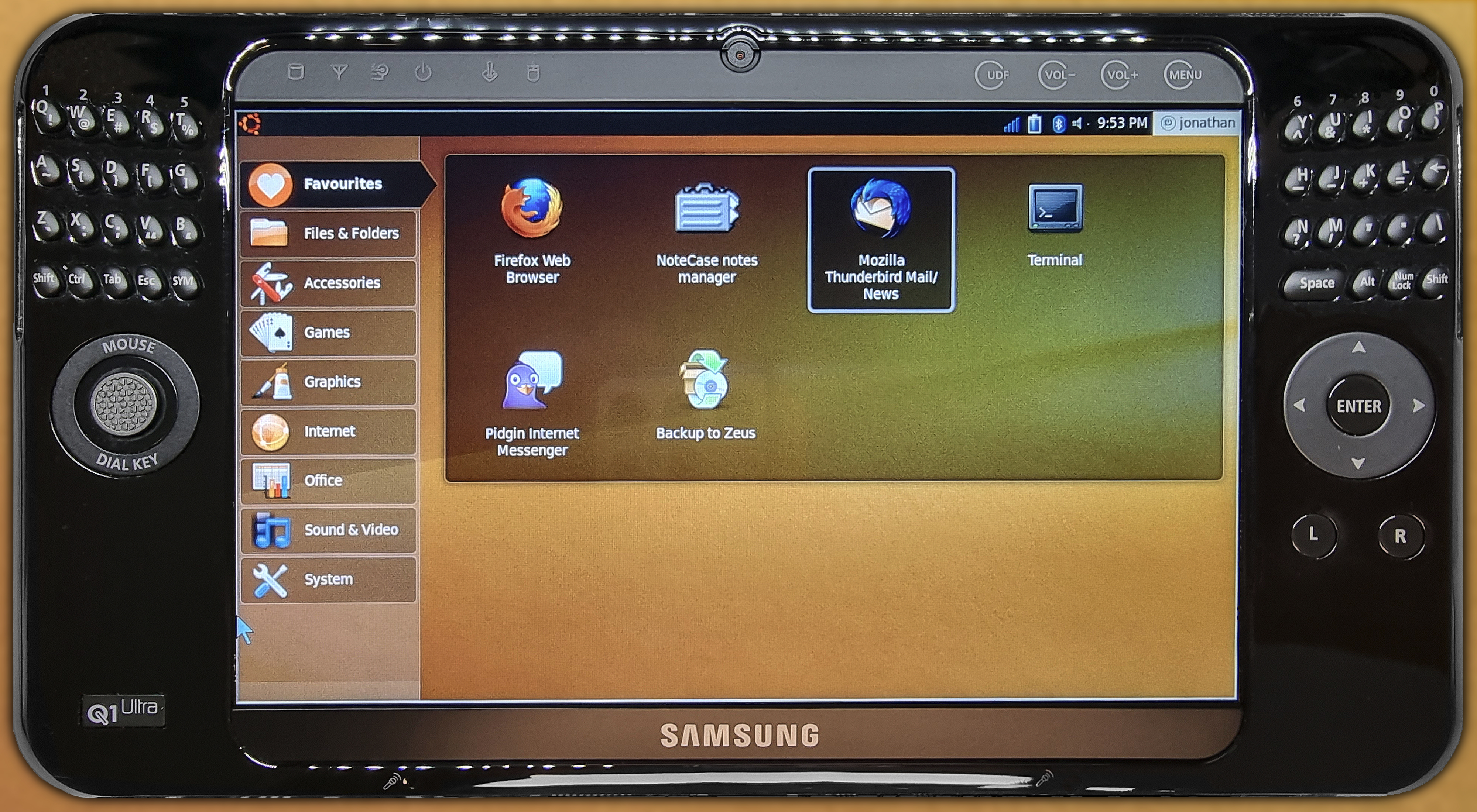
Samsung Q1 Ultra

Das Samsung Q1 war ein UMPC, der eine sehr kleine Version eines Tablet PCs darstellte und mit Windows XP Tablet PC Edition 2005 betrieben wurde.
Im August 2007 stellte Toshiba mit dem Portégé R500 ein vollwertiges Subnotebook mit einem Gewicht von unter 800 g vor. Den 12″-Bildschirm dieses Modells soll es auch in einer flexiblen und biegsamen Variante geben. In Verbindung mit einer 64-GB-Solid-State-Disk (SSD) kann dieses Modell starke Belastungen und Erschütterungen verkraften.
Apple stellte im Januar 2008 mit dem MacBook Air ein ultraportables Subnotebook mit einer Bauhöhe von lediglich 0,4 bis 1,94 cm vor (Maße: 32,5 × 22,7 × 1,94 cm, 1,36 kg). Es besitzt ein 13,3″-Display, einen integrierten Akku, fest integriertes RAM und kann ebenfalls mit einer 64-GB-Solid-State-Disk geordert werden. An Anschlüssen ist jedoch lediglich ein USB-Port, ein Kopfhöreranschluss und ein Mini-DVI-Anschluss vorhanden. Die Konnektivität muss per WLAN, Bluetooth oder einem USB-Ethernet-Adapter hergestellt werden.
Seit 2007 gibt es zudem die Unterklasse der Netbooks, bei denen es sich um besonders preisgünstige und minimalistisch ausgestattete Subnotebooks handelt. Ein Beispiel dafür ist der Eee PC, den Asus Ende 2007 vorstellte. Auf diesem Rechner ist die Linux-Distribution Xandros installiert, er ist aber auch mit Windows lauffähig. Dieses Netbook führte schnell die Verkaufsranglisten von großen Internetkaufhäusern an. Allerdings hat es einen im Verhältnis zum Gehäuse sehr kleinen Bildschirm mit 7″ und einer Auflösung von nur 800 × 480 Pixeln.
Der chinesische Hersteller Lenovo stellte im Frühjahr 2008 das Thinkpad x300 vor, das auf der Technologie der von IBM erworbenen Thinkpad-Patente beruht. Es wird ausschließlich mit einer 64-GB-Solid-State-Disk ausgeliefert, was den Einstiegspreis stark in die Höhe treibt, jedoch auch zu verbesserter Laufzeit im Akkubetrieb sowie verringerter Anfälligkeit gegenüber physischen Belastungen führt. Es bietet deutlich mehr Anschlussmöglichkeiten als z. B. das Mac Book Air und kann durch Tausch des optischen Laufwerks gegen einen zusätzlichen Akku sehr lange Betriebszeiten erreichen.
Anfang 2008 kamen auch einige „Mittelklasse“-Subnotebooks auf den Markt, die die Lücke zwischen den knapp ausgestatteten Netbooks und den teuren High-End-Geräten zu schließen versuchen. Hier stehen besonders die osteuropäischen Marken wie die polnischen Hersteller NTT und Aristo in harter Konkurrenz zu asiatischen Herstellern wie Asus.

### Seit 2008
In einer Zeit, in der der Subnotebookmarkt stark expandierte und die Nachfrage von speziellen Bauteilen rasant stieg (siehe Intels ULV-CPUs), sah insbesondere Intel eine Chance, das Segment zu besetzen, und entwickelte eine spezielle Plattform. Der Marketingname hierzu ist „Ultrabook“ (AMD zog mit den „Ultrathin“ nach). Besondere Betonung des Marketings ist die schmale Bauform und die lange Akkulaufzeit.
Anfang 2015 stellte LG den bisher leichtesten 14"-Laptop vor, der mit seinen 0,98 kg leichter als ein 11.6" MacBook Air ist.

## Modelle (Auswahl)
| Name                   | Spezifikationen                      | Spezifikationen | Spezifikationen | Spezifikationen       | Spezifikationen | Spezifikationen         | Größe (mm)              | Gewicht (g) | Erscheinungsjahr |
| ---------------------- | ------------------------------------ | --------------- | --------------- | --------------------- | --------------- | ----------------------- | ----------------------- | ----------- | ---------------- |
| Name                   | CPU                                  | GPU             | RAM             | HDD                   | Display         | Sonstiges               | Größe (mm)              | Gewicht (g) | Erscheinungsjahr |
| Fujitsu LifeBook P1610 | Intel Core Solo ULV U1400 1,2 GHz    | Intel GMA 950   | 1 GB            | 80 GB                 | 8,9″ WXGA       | Touchscreen             | 232 × 167 × 37          | 1000        | 2006             |
| Sony Vaio VGN-TX       | Intel Pentium M ULV 773 1,1–1,3 GHz  |                 | 1–2 GB          | 60–100 GB / 32 GB SSD | 11,1″ WXGA      | interner DVD-Brenner    | 272,4 × 195,1 × 21–28,5 | 1250        | 2005–2006        |
| Toshiba Libretto U100  | Intel Pentium M 1,2 GHz              |                 | 512 MB          | 60 GB                 | 7,2″ LCD        |                         | 210 × 165 × 29,8        | 999         | 2005             |
| Panasonic R4           | Intel Pentium M 1,3 GHz              |                 | 512 MB          | 60 GB                 | 10,4″ XGA       |                         | 229 × 183,5 × 24,2      | 999         | 2005             |
| Dell Latitude D410     | Intel Pentium M 1,6–2,0 GHz, 2 MB L2 |                 | 512 MB–1,5 GB   | 30–80 GB              | 12,1″ XGA       | opt. LW extern, WLAN    | 278 × 238 × 31,9        | 1740        | 2005             |
| Dell Latitude X1       | Intel Pentium M 1,1 GHz              |                 | 512 MB          | 30 GB                 | 12,1″ WXGA      | opt. LW extern, WLAN    | 287 × 196 × 25,4        | 1130        | 2005             |
| FlyBook V33i           | Intel Pentium M 1,1 GHz              |                 | 512 MB          | 80 GB                 | 8,9″ LCD        | GPRS- und 3G-Modem      | 235 × 135 × 31          | 1230        | 2005             |
| Sony Vaio PCG-X505/CP  | Intel Pentium M 1,1 GHz              |                 | 512 MB          | 20 GB                 | 10,4″ XGA       | Gehäuse aus Carbonfaser | 258 × 206 × 11–21       | 780         | 2004             |
| Sony Vaio PCG-U3       | Transmeta TMS 5800 933 MHz           |                 | 256/512 MB      | 20 GB                 | 6,4″ XGA        |                         | 184,5 × 139 × 30,6      | 820         | 2004             |
| Sony Vaio PCG-X505/CP  | Intel Pentium M 1,1 GHz              |                 | 512 MB          | 20 GB                 | 10,4″ XGA       | Gehäuse aus Carbonfaser | 258 × 206 × 11–21       | 780         | 2004             |

| Name                   | Spezifikationen                                   | Spezifikationen       | Spezifikationen                         | Spezifikationen          | Spezifikationen               | Spezifikationen                                                                              | Größe (mm)                | Gewicht (g) | Erscheinungsjahr |
| ---------------------- | ------------------------------------------------- | --------------------- | --------------------------------------- | ------------------------ | ----------------------------- | -------------------------------------------------------------------------------------------- | ------------------------- | ----------- | ---------------- |
| Name                   | CPU                                               | GPU                   | RAM                                     | HDD                      | Display                       | Sonstiges                                                                                    | Größe (mm)                | Gewicht (g) | Erscheinungsjahr |
| One Mini 7X            | VIA C7-M 1 GHz                                    |                       | 512 MB                                  | 4 GB Flash-RAM           | 7″ XGA                        | integrierte Webcam, WLAN 802.11b/g, 2 × USB, SD-Cardreader                                   | 243 × 172 × 29            | 950         | 2008             |
| Aristo Slim 1250       | Intel Core 2 Duo 2,4 GHz                          | Intel GMA X3100       | 4 GB DDR2 667/800 MHz                   | 160 GB                   | 12,1″ TFT mit Glare           | WLAN, HSDPA, Bluetooth, 7in1 card reader, interner DVD-Brenner, Kamera: 1,3 Mpx, FingerPrint | 300 × 219 × 36            | 1800        | 2008             |
| NTT Corrino 100A       | AMD Geode 800 500 MHz                             |                       | 1 GB                                    | 60 GB                    | 10,2″ TFT LCD (1024 × 600)    | 3in1 card reader, Kamera: 1,3 Megapixel                                                      | 250 × 188 × 36            | 1200        | 2008             |
| Everex CloudBook       | VIA C7-M ULV 1,2 GHz                              | VIA UniChrome Pro IGP | 512 MB                                  | 30 GB                    | 7″ TFT                        | 4-in-1 Cardreader                                                                            | 230 × 170 × 30            | 910         | 2008             |
| Apple MacBook Air      | Intel Core 2 Duo 1,6–1,8 GHz                      | Intel GMA X3100       | 2 GB DDR2 400-DDR 667 (auf der Platine) | 80 GB / 64 GB SSD        | 13,3″ TFT LCD mit Glare       | Bluetooth, iSight Kamera: 1,3 Megapixel                                                      | 325 × 227 × 4–19          | 1360        | 2008             |
| NTT Corrino 202SR      | Intel Core 2 Duo 1,8 GHz                          | Intel GM965/GL960     | 2–4 GB DDR2 533/667 MHz                 | 160 GB / 250 GB          | 12,1″ WXGA (1280×800) TFT LCD | WLAN, Bluetooth, 7in1 card reader, interner DVD-Brenner, Kamera: 1,3 Megapixel               | 299 × 219 × 26,5/35,7     | 1880        | 2008             |
| Samsung Q35/45         | Intel Core/Core 2 Duo                             | Intel GMA 950         | 1024 MB DDR2–667 (512 MB onboard)       | 80–160 GB                | 12,1″ WXGA                    | WLAN a/b/g, Bluetooth 2.0, 7in1 Card Reader, interner DVD-Brenner                            | 289 × 243,5 × 35          | 1800        | 2007             |
| Toshiba Portégé R500   | Intel Core 2 Duo ULV 1,33 GHz                     | Intel GMA 950         | 1–2 GB DDR 667                          | 64 GB SSD                | 12,1″ TFT WXGA                | flexibles Display, DVD-Laufwerk                                                              | 283 × 215,8 × 19,5–25,5   | 799         | 2007             |
| LG C series            | Intel Core Duo/Core 2 Duo ULV 1,2 GHz             | nVidia Geforce Go7300 | 1–1,5 GB DDR2                           | 80 GB                    | 10,6″ WXGA Touchscreen        | externer DVD-Brenner im Lieferumfang                                                         | 269 × 203 × 27            | 1300        | 2007             |
| Sony Vaio VGN-TZ       | Intel Core 2 Duo ULV U7500/U7600 1,06/1,2 GHz CPU | Intel GMA 950         | 1–2 GB                                  | 60–200 GB / 32–64 GB SSD | 11,1″ WXGA display            | interner DVD-Brenner                                                                         | 277 × 198,4 × 22,5–29,8   | 1205        | 2007             |
| Fujitsu LifeBook P7230 | Intel Core Duo ULV 1,2 GHz                        | Intel 945GMS          | 1 GB                                    | 60 GB                    | 10,6″ WXGA                    | HSDPA/HSUPA-Modem eingebaut                                                                  | 272,9 × 200,9 × 27,1–29,9 | 1250        | 2007             |